# ご当地堂
ご当地堂（ごとうちどう）とはダイドードリンコから展開・発売されていた清涼飲料水のブランド。復刻堂の姉妹シリーズである。

## 商品一覧
- 冷凍みかん（静岡県）〜ひゃっこい冷凍みかんだかしん〜
「ひゃっこい」と「だかしん」とは、静岡弁で「冷たい」と「〜かしら」の意味。静岡県産の温州みかんを使った冷凍みかんの果汁が冷凍専用のペットボトルに詰められている。
- うじゅきつだっちゃ（山口県）
「うじゅきつ」（宇樹橘）は、柚の仲間の果物。「だっちゃ」とは山口弁で「〜ですよ」の意味。
- ラベンダーサイダー なまらうまいっしょ（北海道）